# Phaonia comta
Phaonia comta är en tvåvingeart som först beskrevs av Johann Wilhelm Meigen 1826.  Phaonia comta ingår i släktet Phaonia och familjen husflugor. Inga underarter finns listade i Catalogue of Life.